# Šakvice
Šakvice (in tedesco Schakwitz) è un comune della Repubblica Ceca facente parte del distretto di Břeclav, in Moravia Meridionale.